# Tobacco Road (film)
Tobacco Road is een Amerikaanse dramafilm uit 1941 onder regie van John Ford. Het scenario is gebaseerd op de gelijknamige roman uit 1932 van de Amerikaanse auteur Erskine Caldwell.

## Verhaal
Een familie op het platteland van Georgia is zo lusteloos geworden dat ze hun landbouwgrond niet meer verbouwen. Hun bestaan komt in gevaar, wanneer een bank hun grond wil inpalmen.

## Rolverdeling
| Acteur              | Personage     |
| ------------------- | ------------- |
| Charley Grapewin    | Jeeter        |
| Marjorie Rambeau    | Zuster Bessie |
| Gene Tierney        | Ellie May     |
| William Tracy       | Dude Lester   |
| Elizabeth Patterson | Ada Lester    |
| Dana Andrews        | Kapitein Tim  |
| Slim Summerville    | Peabody       |
| Ward Bond           | Lov           |
| Grant Mitchell      | George Payne  |
| Zeffie Tilbury      | Oma           |
| Russell Simpson     | Commissaris   |
| Spencer Charters    | Ambtenaar     |
| Irving Bacon        | Kasbediende   |
| Harry Tyler         | Autoverkoper  |
| Charles Halton      | Burgemeester  |